# Clavelina phlegraea
Clavelina phlegraea är en sjöpungsart som beskrevs av Salfi 1929. Clavelina phlegraea ingår i släktet Clavelina och familjen klungsjöpungar. Inga underarter finns listade i Catalogue of Life.